# 이명한 (조선)
이명한(李明漢, 1595년 ~ 1645년)은 조선의 문신이다. 자는 천장(天章), 호는 백주(白洲), 본관은 연안이다. 부친은 좌의정을 지낸 월사 이정귀이며 모친은 예조판서 권극지의 딸 안동 권씨이다.

## 생애
1616년(광해군 8년)에 대과에 급제하여 승문관정자·성균관전적·공조좌랑 등을 지냈다. 인조가 즉위하자 명문의 자제라 하여 경연 시독관이 되었고, 이괄의 난 때는 왕을 모시고 공주로 피란하였다. 그리고 교리·이조좌랑·사간·부응교·종부시정·이조참의·동부승지·좌부승지·우승지·남양부사·부제학·대사간·좌승지·수찬관·대사성·병조참의·도승지·강원도관찰사·한성부우윤·대사헌·예문관제학·대제학·이조판서·우빈객·좌빈객을 연이어 지냈다. 1645년 명나라와 몰래 서신 교환을 했다 하여 청나라에 잡혀 갔다가 돌아온 후, 예조판서를 지냈다.
그는 인품이 온유하고 성리학에 밝았으며 시와 글씨에 재능이 있었다고 한다. 이명한의 인품을 전하는 한 일화가 있다. 병자호란 당시 모친을 모시고 강화도로 피난갔는데 섬이 적에게 넘어가고 말았다. 때마침 한양에서 서로 안면을 익힌 한 사대부가 자신의 식솔들을 데리고 배에 올라 섬을 빠져나가는 광경을 목격했다. 이명한은 자신은 죽어도 좋지만 늙은 노모를 모시고 가달라고 애원했지만 보기좋게 외면당하고 말았다. 난리가 끝난 뒤 친척들이 이 사실을 알고 그 몰인정한 작자가 누구인지 물었다. 그러나, 이명한은 그 사람의 이름을 잊어버렸다며 의외의 대답을 내놓았다.
병자호란 때, 화의를 반대했다가 선양까지 잡혀갔던 울분을 노래한 시조 6수가 전한다.

## 저서
- <백주집>

## 가족 관계[1]
아버지 이정귀와 자신 그리고 큰아들 이일상이 나란히 대제학이 되어 조선 최조의 3대 문형이라는 큰 업적을 남겼다. 이명한의 후손들은 수많은 정승판서를 배출하며 조선 제 1의 명문가로 거듭나게 되었다.
- 조부 : 이계(李啓)
  - 아버지 : 이정구(李廷龜, 1564년∼1635년)
  - 어머니 : 안동 권씨, 예조판서 권극지의 딸
    - 처 : 정부인 반남 박씨 - 박동량의 딸
      - 아들 : 이일상(李一相)
      - 며느리 : 전주 이씨 - 이성구의 딸
      - 아들 : 이가상(李嘉相)
      - 며느리 : 안정 나씨 - 나만갑의 딸
      - 아들 : 이만상(李萬相)
      - 아들 : 이단상(李端相)
      - 딸 : 서문상(徐文尙)의 처

    - 처남 : 박미 - 정안옹주의 남편, 선조의 사위